# Parnassius maximinus
Parnassius maximinus är en fjärilsart som beskrevs av Otto Staudinger 1891. Parnassius maximinus ingår i släktet Parnassius och familjen riddarfjärilar. Inga underarter finns listade i Catalogue of Life.